# Arthur Wittmaack
Arthur Carl Johann Wittmaack (født 2. juni 1878 i Malmø, død 30. oktober 1965 i USA) var en dansk arkitekt, der begyndende i 1916 arbejdede i kompagniskab med Vilhelm Hvalsøe. Sammen havde de i København en meget stor produktion af bygninger, der stadig præger bybilledet. Deres tidligste bygninger tilhører nyklassicismen, mens de senere værker helhjertet repræsenterer funktionalismen.
Arthur Wittmaack var søn af hotelejer, senere rentier Johannes Wittmaack og Adamine Petersen. Han blev tømrersvend 1898 og dimitteredes fra Teknisk Skole. Dernæst studerede han ved Kunstakademiet i Wien 1899-1900. Hjemvendt var han medarbejder og byggeleder (konduktør) hos Eugen Jørgensen og Søren Lemche og gik i kompagniskab med Vilhelm Hvalsøe fra 1916.
Ud over opholdet i Wien var Wittmaack på mange rejser, således ½ år i USA og desuden rejser til Holland, Belgien, Frankrig, Spanien, Italien, Schweiz, Østrig, Ungarn, Grækenland, Jugoslavien, Tyskland, Sverige, Finland og Nordafrika.
Han udstillede på Charlottenborg Forårsudstilling 1917, på Liljevalchs, Stockholm 1918 og på Verdensudstillingen i Bruxelles 1935, hvor han og Hvalsøe modtog et diplom. Han udstillede desuden i Oslo, Berlin, Paris og Holland.
Han blev gift 30. august 1910 på Frederiksberg med slægtningen Emilie Katarine Wittmaack (10. september 1884 i København – 16. marts 1974), datter af direktør Hermann Wittmaack og Agnes Riise.

## Værker
(alle i København, fra 1916 sammen med Vilhelm Hvalsøe):

### Offentlige bygninger og enfamiliehuse
- Christiansholms engelske villakvarter, Klampenborg (1901-03, sammen med Rasmus Jensen)
- Indre Missions bygning, nu Københavns Kommune, Bernstorffsgade 21 (1916)
- KFUKs bygning, Store Kannikestræde 19 (1. præmie 1916, indviet 1920)
- Axelborg, Vesterbrogade 4 (1. præmie 1917, indviet 1920)
- Dobbelthus, Callisensvej 44-46, Hellerup (1916, præmieret)
- Villa, Norgesmindevej 18, Hellerup (1916, præmieret)
- Villa, Eggersvej 22, Hellerup (1919)[1]
- Absalons Kirke med menighedshus, Sønder Boulevard 73, Vesterbro (1920-34)
- Hans Egedes Kirke med menighedshus, Vardegade 14, Østerbro (1922-32)
- Rækkehusbebyggelse, N. Jespersens Vej 1-25/C.N. Petersens Vej 6-16, 20-38, 25-29, 33-35, 39-53, Frederiksberg (1928)
- Villaer, Normasvej 4, 6 og 8, Frederiksberg (alle 3 1939, præmieret)
- Landbohøjskolens Kollegium, Hostrupsvej 20, Frederiksberg (1944)
- Randbebyggelse for Københavns Idrætspark: Park Teatret, nu Park Bio, med restaurant, portal til Stadion, Østerbrogade, Østerbro (1926-28, udsmykning af Axel Poulsen, biografen brændt 1937 og genopført ved samme arkitekter)
- Østerbro Svømmehal, Gunnar Nu Hansens Plads, Østerbro (1928-30, udsmykning af Axel Poulsen, ombygget 1997-2002)
- Fodboldtribune, Øster Allé, Østerbro (nedrevet 1992)
- Tennis- og badmintonhaller i Ryparken
- Sportshal i Sundby Idrætspark, Amager
- Helleruplund Kirke, Bernstorffsvej 73, Hellerup (1955-56)
- Villa, Skovvangen 7, Charlottenlund 1929
- Villa, Sehestedsvej 4, Hellerup 1896

### Biografteatre
- Boulevard Teatret, Sønder Boulevard 79-81, Vesterbro (1924)
- Park Teatret, nu Park Bio, Østerbrogade (1925-26, udsmykning af Axel Poulsen, biografen brændt 1937 og genopført ved samme arkitekter)
- Odeon Teatret, Fælledvej 6, Nørrebro (1926, brændt og nedrevet)
- Nora Bio, Nørrebrogade 231 (1935, ombygget til butik)
- Toftegaards Bio, Valby (1937, ombygget til supermarked)
- Amager Bio, Amagerbrogade 123, Amagerbro (1939-41, ombygget til spillested)
- Saga Teatret, Vesterbrogade 25 (1941, nedrevet 1997)
- Genopbygning af Kinopalæet, Gammel Kongevej (1950)

### Forretningsbygninger
- Københavns Sukkerraffinaderi, nu Københavns Tekniske Skole, Carl Jacobsens Vej 25, Valby (1913-14, delvist nedrevet, resten istandsat ved Kristian Isager 1990-91, præmieret 1992)
- Ombygning af A.C. Bangs bygning, Østergade (1924)
- Andels-Anstalten Trygs ejendom, Rosenørns Allé 1 (1927)
- St. Clementshus, Rådhuspladsen 75 (1927)
- Kontorbygning, Vandkunsten 5 (1935)
- Tilbygning (i gården) til Forsikringsselskabet Hafnias hovedsæde, Holmens Kanal 9 (1935)
- Tilbygning til Statsanstalten for Livsforsikring, Tordenskjoldsgade 34 (1936)
- Boghandlernes Hus, Nyropsgade 17-19 (1938)
- Bikubens filial, Toftegårds Allé 42 (1943)
- Hotel Axelborg, Hammerichsgade 2 (1949)

### Beboelsesejendomme
- Viadukten, Valby Langgade 127-41 (1920)
- Amagerbo, Peder Lykkes Vej, Amagerbro (1922-23)
- Smyrnavej 8-34, Amagerbro (1922-23)
- AB Vanløsegaard, Vanløse (1923-24)
- Vennehøj, Amager (1930)
- Vestergaarden, Vigerslev Allé/Kjeldsgårdsvej/Lyshøjgårdvej, Valby (1931)
- Solborgen, Åboulevard/Kleinsgade/Herman Triers Plads 2-6 (1931)
- Bartholomæusgaarden, Torvegade 21-25, Christianshavn (1931-33)
- Tobaksarbejdernes Legat- og Alderdomshjem, Hyrdevangen 3-7, Nordvestkvarteret (1931-32)
- Salvatorgaarden, Torvegade 49-55, Christianshavn (1932)
- Enghavevej 172-84, Vesterbro (1932)
- Enghaven I, Enghavevej/Tranehavevej/Johan Kellers Vej/Edv. Storms Vej, Vesterbro (1932-33)
- Mariendalshave, Ane Katrines Vej/Kronprinsesse Sofies Vej/Borups Allé, Frederiksberg (1933)
- Østerport, Fridtjof Nansens Plads, Østerbro (1934, vinduer ændret)
- Svanemøllebo, Østerbrogade 226-238, Østerbro (1935, vinduer ændret)
- Hermodsgaarden, Haraldsgade/Hermodsgade/Sigurdsgade, Nørrebro (1935-36)
- Taarbækhave, Taarbæk Strandvej 95, Taarbæk (1935-36, ombygget 2007-08)
- Høje Skodsborg, Høje Skodsborgvej 2-28, Skodsborg (1936-37)
- Eltham, Strandvejen 34, 36, 36A og Ved Eltham 1-17, Hellerup (1937)
- Vennelyst, Amagerbrogade/Vermlandsgade, Amagerbro (1938)

Azaleavej 1-14 og Søndre Fasanvej 48-52, Frederiksberg (1938)
- Falkonervænget 1-33, Frederiksberg (1942)
- Postparken, Kastrupvej 201-207, Kastrup (1948)
- Stiftelse for Post- og Telegraffunktionærer, Sallingvej 81A-83B, Vanløse (1948)
- Stiftelse for Handelsrejsende, Mariendalsvej 36, Frederiksberg (1949)
- Smedenes Andelsboligforening, Bredagervej, Tårnby (1950)
- Nymøllevej 29, 2800 Kongens Lyngby (1946)